# Caroline Lee
Caroline Lee est une sculptrice d’origine américaine née le 10 juillet 1932 à Chicago et morte le 3 février 2014 à Paris.

## Biographie
Née le 10 juillet 1932 à Chicago, elle fait dans cette ville des études universitaires et artistiques jusqu’en 1957.  Elle vient à Paris en 1958 avec une bourse Fulbright pour un an, dont elle obtient le renouvellement une année de plus. Elle reste ensuite dans la région parisienne, et y travaille comme artiste, avec un atelier dans un cabanon de Vanves-Malakoff. Elle réalise des œuvres monumentales, façonnant le métal, telle la sculpture-fontaine, le Phoenix Aquatique, installée en 1972 à Sarcelles, de 10 mètres de haut, en acier, en béton et en marbre.
La suite du parcours est entre son pays natal, les États-Unis, et la France. Elle enseigne à l'université de Californie à Irvine, est étudiante à l'École nationale supérieure des beaux-arts de Paris,  dont elle sort en 1978. Dans la deuxième partie des années 1980, elle enseigne  la sculpture au Hyde Park art center de Chicago. Elle est membre du comité du Salon de Mai à Paris. En 2003, elle obtient une bourse de l'Institut de France, et en 2006 , le prix de la Fondation Simone et Cino del Duca. Elle expose aussi régulièrement au Salon des Réalités Nouvelles.

## Collections publiques
- Musée d'Art Moderne de la ville de Paris
- Centre national des arts plastiques, Paris
- Musée des Beaux-Arts de Pau
- Museum of Vela Luka, Yougoslavie
- The Museum of Americain Art, New Britain, Connecticut
- Musée du dessin du Département du Val de Marne.

## Réalisations monumentales
- 1972 - Sarcelles, Val d'Oise : sculpture-fontaine en collaboration avec le sculpteur Knez.
- 1975 - Lacoste, Vaucluse : sculpture à la mémoire d'Eugène Maddon, forgeron du village, offerte par Monsieur et Madame W.H. Wise et l'artiste (Sur le panneau de l'œuvre (Recevoir - percevoir), elle serait plutôt de 1968)
- 1976 - New Britain General Hospital, Hartford, Connecticut, États-Unis
- 1977 - Hommage à James Joyce : Je dépasserai ces filets, C.E.S. Robert Delaunay, Gray, Haute Saône
- 1978 - Expansion Potentiel, 11 M de hauteur, St. Martin d'Hères (Grenoble)
- 1979 -  Trois  sculptures en acier inoxydable avec aménagement du terrain, Facultés de Médecine et de Pharmacie, Facultés de Médecine et de Pharmacie, Clermont-Ferrand.
- 1981 - La Mer Fendu, sculpture-fontaine en acier inoxydable; Cercle des Officiers Mariniers de la Marine Nationale, Toulon
- 1982  - " Hommage à la Résistance ", acier inoxydable, granit noir, 12,50 M de hauteur, Place Jacques Duclos, Montreuil s/Bois, Seine St. Denis.
- 1990  - Chicago, Illinois, États-Unis : The John Marshall Law School : " Eagle of The Rising Star", acier inoxydable, 1,50 M de hauteur.
- 1995 - Paris, France : " Le Monde est Proche ", Acier Inox et Bois, 1,60 M de hauteur, France Telecom.
- 2007 - " L'Épouvantange ", sculpture en acier inox de 3,50 m à Béville-le-Comte, Eure-et-Loir, France.